# ۱ آگوست (فیلم)
۱ آگوست (به انگلیسی: August 1) فیلمی هندی محصول سال ۱۹۸۸ و به کارگردانی سیبی مالیل است. در این فیلم بازیگرانی همچون مموتی، سوکوماران، کپتین راجو، اورواشی، جاگاتی اسریکومار، لیسی و جاگادیش ایفای نقش کرده‌اند.